# 哥当沙
哥当沙，是马来西亚雪兰莪州乌鲁雪兰莪县的一个垦殖区。该村地处雪兰莪州与霹雳州的交界处，靠近丹绒马林。居民多为马来人。